# Liste von Persönlichkeiten aus Valsolda
Diese Liste enthält in Valsolda geborene Persönlichkeiten und solche, die in Valsolda ihren Wirkungskreis hatten, ohne dort geboren zu sein. Die Liste erhebt keinen Anspruch auf Vollständigkeit.

## Persönlichkeiten

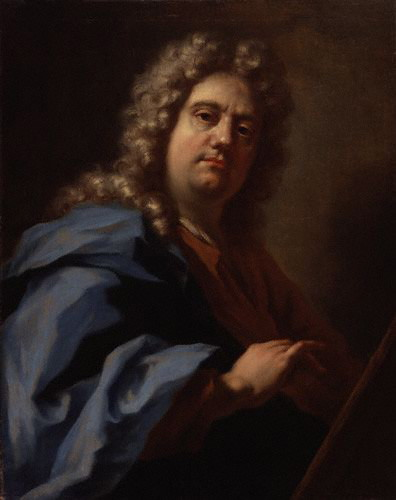
Giovanni Antonio Pellegrini: Selbstporträt, um 1717; National Portrait Gallery, London

- Bonvesin de la Riva (* 1250 in Mailand; † um 1315 ebenda), (Herkunftsort) Oria, Fraktion von Valsolda, Mönch der Humiliaten, Schriftsteller, Dichter[1]
- Ambrogio di Valsolda (* um 1570; † nach 1600), Maler schuf Fresken in der Pfarrkirche San Gallo von Ponna[2]

- Künstlerfamilie Pellegrini
  - Pellegrino Tibaldi, (1527 oder 1532–1592 oder 1596), eigentlich Pellegrino di Tibaldo de’ Pellegrini, Maler und Architekt tätig von 1547 bis 1596.
  - Domenico Tibaldi (* 1532/1533 in Bologna; † 1583 ebenda), Bruder des Pellegrino, Architekt, Maler[3][4]
  - Giovanni Antonio Pellegrini (1675–1741), Maler, Schuler des lombardischen Malers Paolo Pagani aus Castello (Valsolda)

- Künstlerfamilie Pozzi[5]
  - Francesco Pozzi (* 1566 in Puria (Valsolda); † circa 1615 ebenda), Maler tätig in der Kirche Santa Croce in Riva San Vitale und in der Kirche San Rocco in Lugano[6][5]
  - Giovan Pietro Pozzi (* um 1568 in Puria (Valsolda); † nach 1622 ebenda), Maler tätig in der Kirche Santa Croce in Riva San Vitale und in der Kirche San Rocco in Lugano[7][5]
  - Marco Antonio Pozzi (* um 1568 in Puria (Valsolda); † nach 1615 ebenda), Maler tätig in der Kirche Santa Croce in Riva San Vitale und in der Kirche San Rocco in Lugano[8][5]
  - Salvatore Pozzi (* 1595 in Puria; † 1681 ebenda), Maler[9]

- Pietro Gilardoni (* 1763 in Puria; † 24. Mai 1839 in Mailand), ein Italienischer Architekt[10]

- Künstlerfamilie Ceroni
  - Gian Antonio Ceroni (* 1579 in Albogasio, Fraktion von Valsolda; † 1640 in Madrid?), Bildhauer tätig im Real Sitio de San Lorenzo de El Escorial, in Spanien; merkwürdig sind ihre Engel aus Bronze für das Grabmal Philipp III. von Spanien[11]
  - Giovanni Battista Ceroni (* um 1643 in Albogasio; † 1715 in Warschau), Bruder des Carlo, Architekt. Er arbeitete in Warschau mit seinen Brüdern; er wiederaufbaute des 1704 im Nordischen Krieg gegen Schweden zerstörten Primas-Palast (Warschau)s in der Innenstadt (Sitz des Erzbischofs von Polen).[12][13]
  - Domenico Ceroni (* um 1645 in Albogasio; † 1708 in Warschau), Bruder des Giovanni Battista, Architekt[12][14]
  - Carlo Ceroni (* 1647 in Albogasio; † 1721 in Warschau), Sohn des Giacomo, Architekt. Seit 1714 königlicher Architekt in Warschau. Er baute zwei barocke Kirchen in Węgrów, 80 km östlich von Warschau: die Peter und Pauls-Basilika und die Antoniuskirche[12][15]
  - Francesco Ceroni (* 1660 in Albogasio; † 1724 in Warschau), Bruder des Carlo, Architekt.[16]

- Künstlerfamilie Affaita(ti)[17]
  - Carlo Ambrogio Affaitati (* 12. Januar 1625 in Albogasio; † 31. Dezember 1695 in Cressogno), Priester, Kaplan, Sekretär und Beichtvater von Luisa Maria Gonzaga, Königin von Polen.
  - Antonio Affaita (* um 1625 in Albogasio; † nach 1670 in Warschau), Bruder von Isidoro, Hofarchitekt[17][18]
  - Isidoro Affaitati auch: Izydor Affaita, Affayta oder Isidoro Affaita der Ältere genannt (1622–1684), italienischer Militäringenieur und Architekt, der vor allem in Warschau wirkte.
  - Isidoro Affaita junior (* um 1650 in Albogasio; † nach 1690 in Warschau), Architekt[17][19]
  - Ludwig Affaita (* um 1665 In Albogasio Inferiore; † nach 1690), Hofarchitekt in Polen[17]
  - Antonio Maria Affaitati (* um 1700 in Albogasio Inferiore; † nach 1737 ebenda), Kapuziner, Cartograf, Autor der Carta corografica del Lago di Lugano. (1737) am Kardinal Benedetto Erba Odescalchi, Erzbischof von Mailand gewidmet und gestochen von Kapuziner fra’ Barnaba von Appiano[20]
  - Giuseppe Affaita (* um 1735 In Albogasio Inferiore; † nach 1760), Hofarchitekt in Polen[17]

- Künstlerfamilie Bellotti
  - Giovanni Bellotti (* um 1645 in San Mamete; † um 1700  in Warschau), Architekt[21]
  - Giuseppe Simone Bellotti (* um 1650 in San Mamete, heutige Fraktion von Valsolda; † August 1708 wegen Pest in Warschau), Architekt[22][23][24]
  - Francesco Bellotti (* um 1660 in San Mamete, heutige Fraktion von Valsolda; † 1708 in Polen?), vermutlich Bruder von Tommaso, wohnhaft in Torricella. Polier, Ingenieur in Polen. 1697 Polier in Turin: Zitadelle, Castello di Rivoli und Palazzo Barolo.[25][26]
  - Bernardo Bellotti (* um 1665 in San Mamete; † nach 1700 in Turin ?), Landschaftsmaler im Palazzo Reale (Turin).[25]
  - Tommaso Bellotti (* um 1667 in San Mamete; † 4. August 1712 in Warschau), Sohn des Domenico, Architekt. Er arbeitete in Polen mit seinem Onkel Giuseppe Simone Bellotti.[27][25]
  - Pietro Bellotti (* um 1700 in San Mamete; † nach 1740 in Turin), Sohn des Giovanni Pietro, Bauunternehmer in Turin.[25]
  - Bernardo Bellotti genannt Canaletto (* 30. Januar 1720 in Venedig; † 17. Oktober 1780 in Warschau), (Herkunftsort San Mamete), Landschaftsmaler[28]

- Piero Puttini (* um 1633 in Albogasio; † nach 1747 in Kaunas), Polier[29][30]
- Carlo Puttini (* um 1635 in Albogasio; † nach 1747 in Kaunas), Polier[29]
- Giuseppe Mamete Piola (* um 1680 in San Mamete, Hauptfraktion der Gemeinde Valsolda; † 1. Dezember 1715 in Warschau), Architekt[31][32]

- Künstlerfamilie Paracca[33][34]

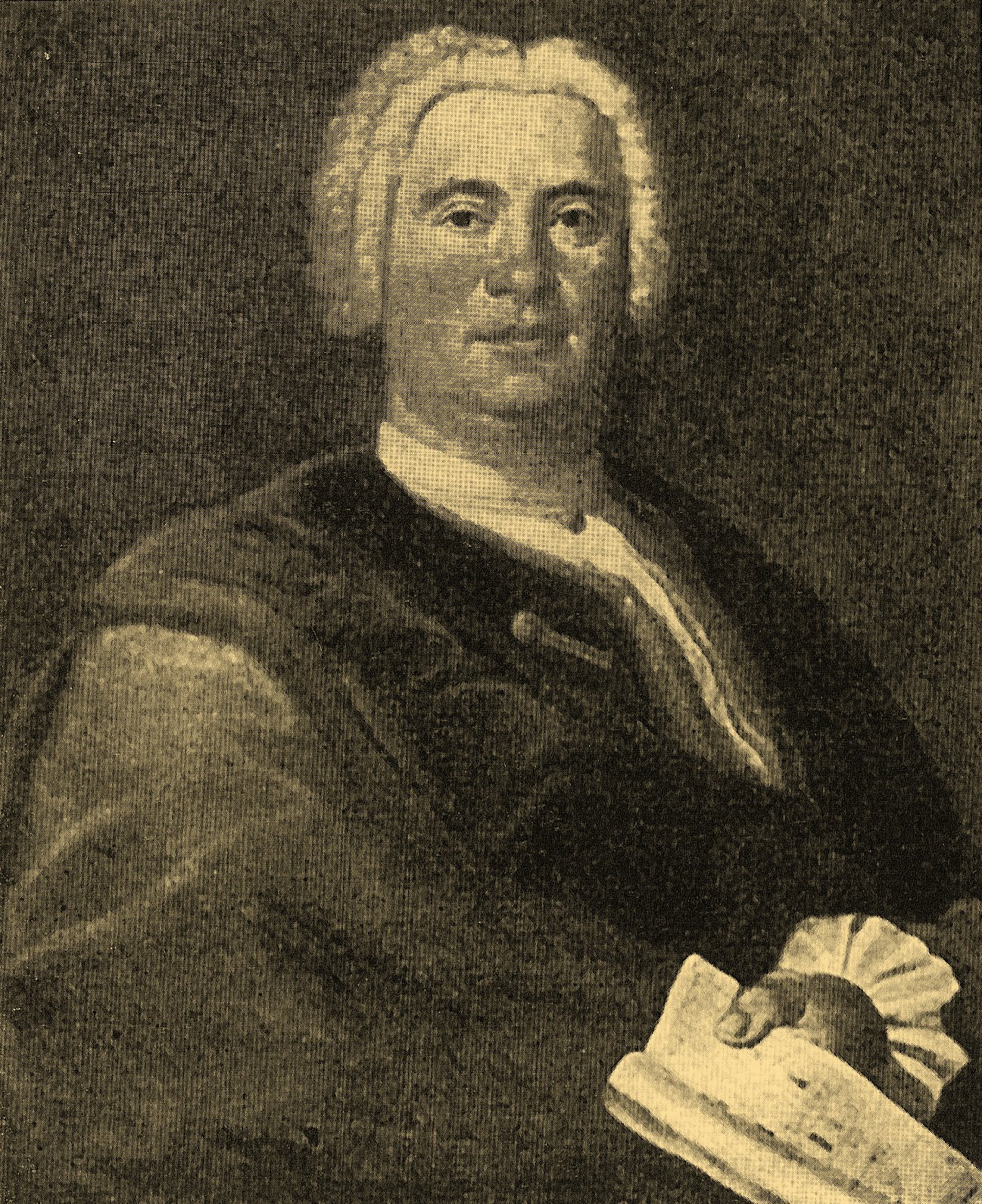
Paolo Fontana (1743)

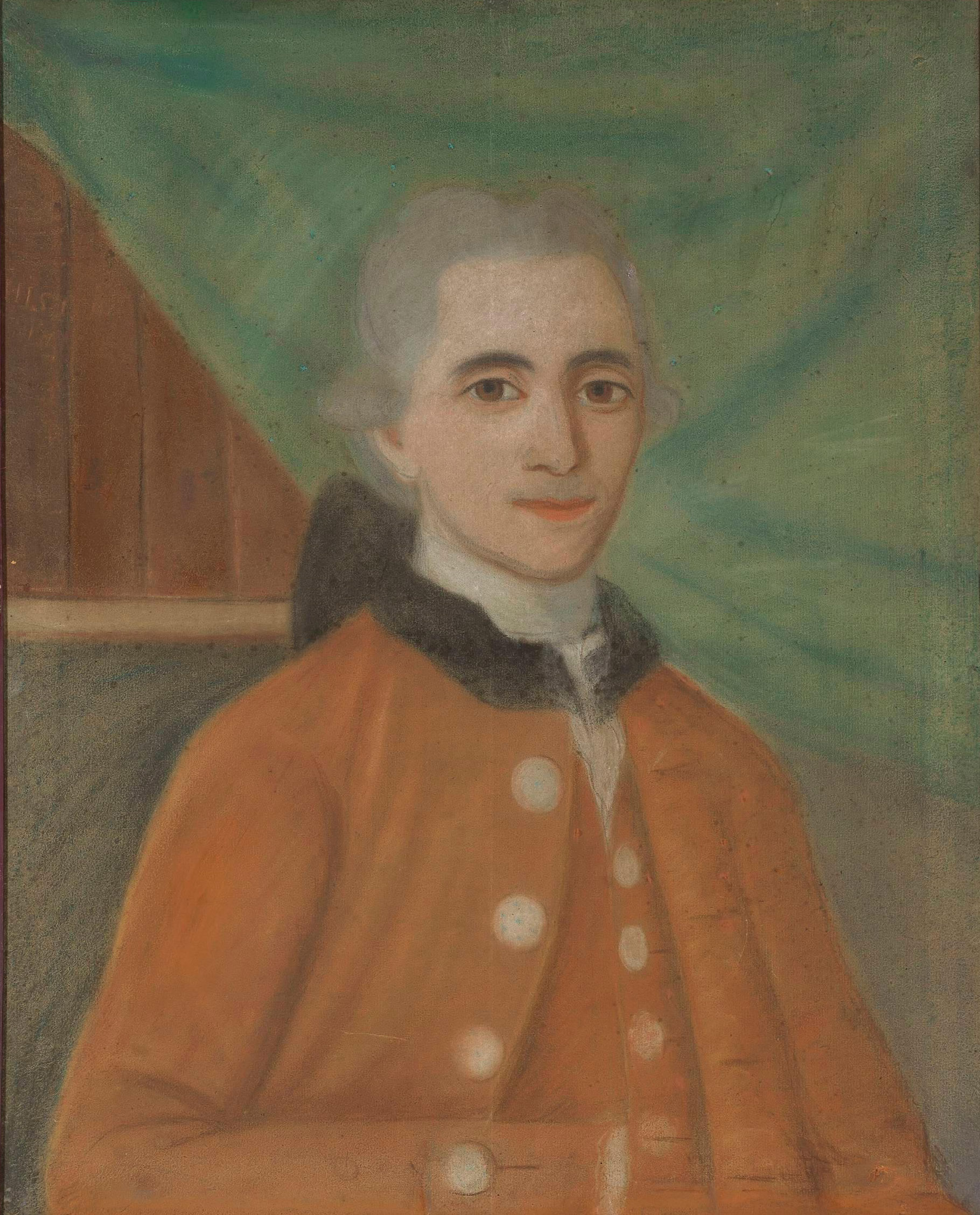
Domenico Merlini

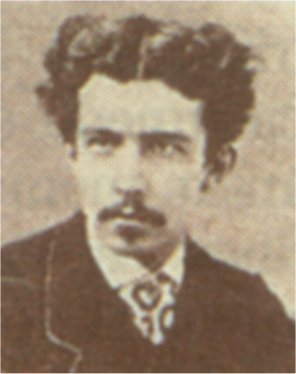
Antonio Fogazzaro

  - Giovanni Antonio Paracca (* um 1460 in Castello; † um 1500 ebenda ?), Bildhauer in Genua[35]
  - Jacopo Paracca (* um 1460 in Castello; † um 1500 ebenda ?), Bildhauer in Genua[36]
  - Giovanni Giacomo Antonio Paracca genannt il Valsoldo (* 21. November 1546 in San Mamete; † 29. Oktober 1599 in Rom), Sohn von Antonio, Bildhauer der Renaissance[37][38]
  - Giovanni Antonio Paracca genannt il Valsoldino (* um 1559 in Cressogno; † 1646 in Rom), Sohn des Pietro, Bildhauer[39]
  - Antonio Ludovico Paracca (* 11. Oktober 1722 in Castello; † nach 1765 in Polen), Architekt. Er arbeitete in den damals polnischen Gebieten, die heute Lettland, Litauen und Belarus bilden.[40][41][42]

- Künstlerfamilie Pagani[43]
  - Giuseppe Carlo Antonio Pagani (* 17. Januar 1642 in Castello (Valsolda); † 1. Juli 1695 ebenda), Sohn des Pietro, Bildhauer in Mailand und Turin
  - Carlo Antonio Pagani (* 12. November 1674 in Castello; † 11. Oktober 1712 ebenda), Sohn des Giuseppe Carlo Antonio, Bildhauer in Mailand und Bergamo[43]
  - Paolo Pagani (1655–1716), Maler und Freskant
  - Pietro Paolo Pagani (* 27. Januar 1688 in Castello; † 5. Januar 1739 in Mailand), Bruder des Carlo Antonio, Bildhauer[43]

- Giovanni Merlini (* um 1630 in Castello ?; † nach 1676 in Kloster Pažaislis?), Stuckateur in Kloster Pažaislis in Kaunas und in Polen.[44]
- Giuseppe Lezzeni (* um 1690 in Casarico; † nach 1738 ebenda ?), Baumeister in Turin[45]
- Tommaso Lezzeni (* um 1690 in Casarico; † nach 1738 ebenda ?), Baumeister in Turin[46]
- Paolo Fontana (1696–1765), Sohn des Giacomo, Architekt des Barocks in der  Litauen und Ukraine.
- Francesco Fontana (* um 1700 in Valsolda; † nach 1733 ebenda ?), Sohn von Salvatore, Bauunternehmer schuf in die Carceri Senatorie der Stadt Turin[47]
- Giovanni Battista Piazza (* um 1700 in Casarico ?; † nach 1738 ebenda ?), Sohn von Andrea, Bauunternehmer schuf zusammen mit Bartolomeo Mossino unter dem Architekt Filippo Juvarra in Turin[48]
- Giovanni Battista Pizzoni (* um 1705 in Valsolda; † nach 1746 ebenda ?), Baumeister schuf mit Giovanni Battista Piazza und Giovanni Battista Pizzo in Turin[49]
- Domenico Merlini (1730–1797), Architekt tätig in Polen.
- Pietro Buonvicini (* 1741 in Lugano; † 1796 in Turin) (Bürgerort Valsolda), Architekt in Turin.[50][51][52][53]
- Cesare Jamucci (* 1845 in Mailand; † 1934 in Turin), Bildhauer, Maler, gelebt in Castello.[54]
- Carlo Forni (* 2. September 1895 in Mailand; † 1986 in Castello), Maler, Glasmaler[55]
- Antonio Fogazzaro (1842–1911), Schriftsteller, Autor des Piccolo mondo antico. lebte in Oria Ortsteil der Gemeinde Valsolda.
- Carlo Barrera Pezzi, Baumeister, lokal Historiker[56][57]
- Brunella Gasperini, Journalistin.